# Akanthoú
Akanthoú är en ort i Cypern.   Den ligger i distriktet Eparchía Ammochóstou, i den nordöstra delen av landet, 40 km nordost om huvudstaden Nicosia. Akanthoú ligger 189 meter över havet och antalet invånare är 1 459. Den ligger på ön Cypern.
Terrängen runt Akanthoú är kuperad söderut, men norrut är den platt. Havet är nära Akanthoú åt nordväst. Trakten runt Akanthoú är ganska glesbefolkad, med 25 invånare per kvadratkilometer. Närmaste större samhälle är Tríkomo, 15,9 km sydost om Akanthoú. 
Stäppklimat råder i trakten. Årsmedeltemperaturen i trakten är 21 °C. Den varmaste månaden är augusti, då medeltemperaturen är 32 °C, och den kallaste är januari, med 10 °C. Genomsnittlig årsnederbörd är 450 millimeter. Den regnigaste månaden är december, med i genomsnitt 99 mm nederbörd, och den torraste är augusti, med 1 mm nederbörd.